# Kövér Lajos (drámaíró)
Kövér Lajos  (Réthát, Temes vármegye, 1825. március 11. – Pest, 1863. április 11.) ügyvéd, színműíró. Kövér Ilma írónő apja. Örmény származású birtokos kisnemes. Lásd a Réthát sváb falu cikkelyt.

## Életpályája
Az erdélyi örmény nemesi Kövér család leszármazottja. Vagyonos szülőktől származott. Aradon tanult, majd jogot hallgatott Nagyváradon (1841–1842) és Pesten. Joggyakorlaton néhány hónapot az 1843–1844-es pozsonyi országgyűlésen is töltött, azután ügyvédi vizsgát tett. 1845-ben Temes megyében tiszteletbeli alügyész lett és ellenzéki szónokként is szerepelt. Az 1848–1849-es szabadságharc idején beállt honvédnek, 1849 májusában hadnaggyá léptették elő. A szabadságharc után besorozták, az 1849–1850 éveket Itáliában, katonáskodással töltötte. 1851-ben tért haza, s ettől kezdve irodalmi tanulmányoknak szentelte ideje nagy részét. 1853-ban Este és reggel című vígjátékával sikert aratott, minek hatására színműíró lett és Pesten telepedett le. 1861-ben feleségül vette  Komlóssy Ida színésznőt. Szerkesztette a Trombitát és a Jövőt, de a két lap fölemésztette életerejét és vagyona jó részét is, a színműírástól pedig elvette kedvét a kritika. Közbejött betegségét csak súlyosbította műveinek egyre hanyatló sikere.

## Művei
Gyorsan és könnyen dolgozott. Színdarabjait gyakran játszották a vidámnak egyáltalán nem nevezhető 1850-es évek idején. A Nemzeti Színházban 1852-től 1863-ig tizenhárom vígjátékát és öt tragédiáját adták elő. Színműveiben a francia iskolát, különösen Eugène Scribe nyomdokait követte.
Legjobb színművei a Hűség hűtlenségből és a Hódítás falun, a legnagyobb sikert azonban A szép marquisnő című darabjával érte el. Ez Balzac egyik művének hatásos színpadra alkalmazása, mely sokáig kedvelt darabja maradt a hazai színháznak. Más darabjai szellemesség és finomság híján inkább csak színpadi technikában, sablonjaiban emlékeztetnek a francia mintákra.
Drámai munkáinak gyűjteménye még életében megjelent: Kövér Lajos színművei címmel, négy kötetben (Pest, 1860).

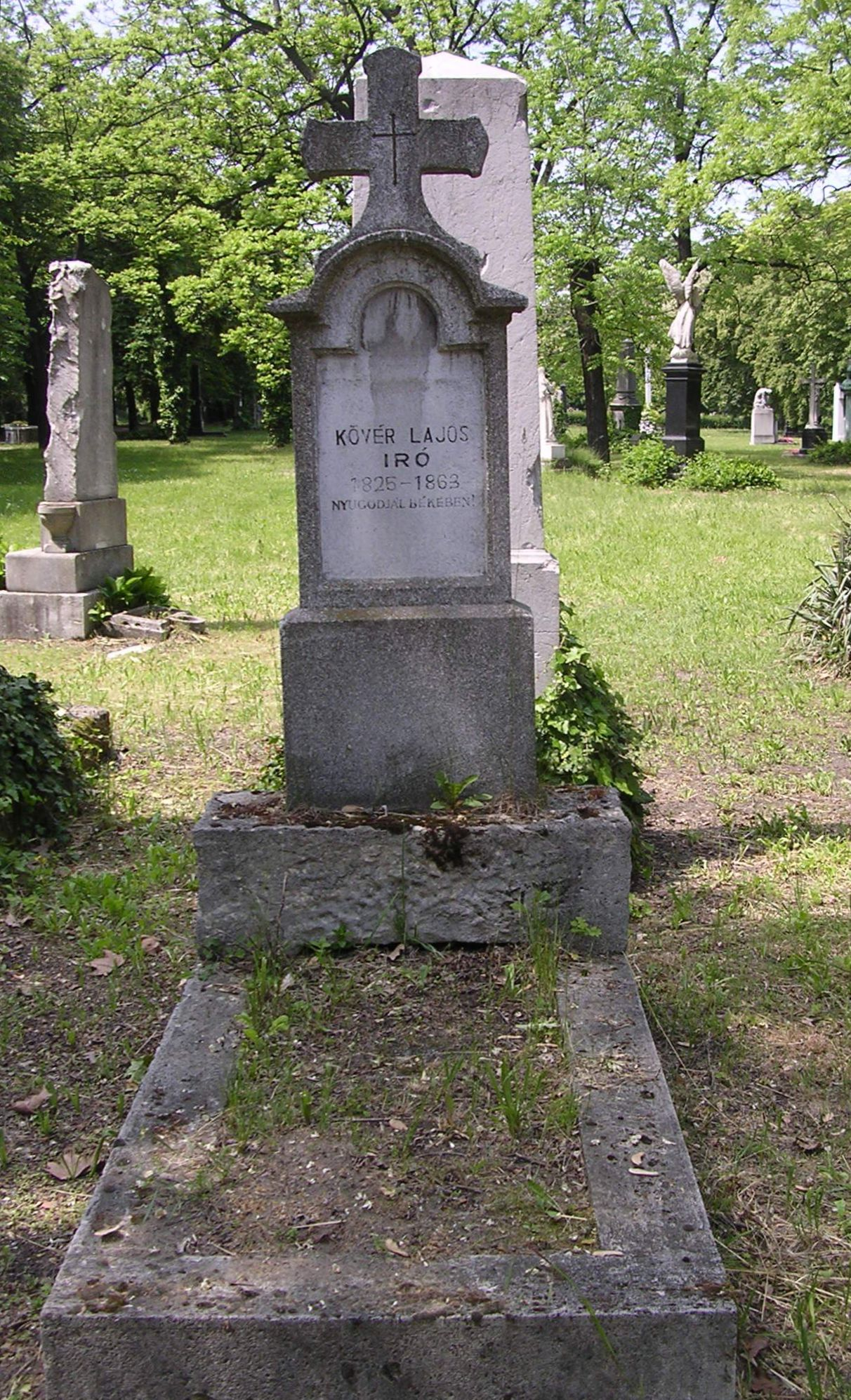
Sírja a Fiumei úti sírkertben

## Emlékezete
- A Kerepesi úti temetőben helyezték örök nyugalomra 1863. április 14-én (29/1-1-9).
- Nevét utca viseli 1879 óta Budapest XIV. kerületében.